# Spartiniphaga carterae
Spartiniphaga carterae là một loài bướm đêm trong họ Noctuidae.